# オリベ・ペラルタ
オリベ・ペラルタ・モロネス（Oribe Peralta Morones、1984年1月12日 - ）は、メキシコ・トレオン出身の元サッカー選手。。元メキシコ代表。現役時代のポジションはフォワード (センターフォワード)。

## 経歴

### クラブ
3部のアラクラネス・デ・ドゥランゴ所属時にCDグアダラハラのオスカル・ルジェリ監督やモナルカス・モレリアのスカウトの目に留まり、2ヶ月のテスト期間を経て最終的にルーベン・オマル・ロマノ監督が率いるモレリアに入団した。2003クラウスーラのアメリカ戦の87分にマリオ・ルイスと交代出場しデビューは果たしたが、出場機会に恵まれず2部のクルブ・レオンへ移籍した。ペラルタはここで10得点を挙げ、チームはリーグ戦で優勝。しかし、プレーオフではドラドス・デ・シナロアに敗退した。
2004年、CFモンテレイへ移籍。加入2試合目となったクルス・アスル戦では70分にアレクサンドロ・フェルナンデスとの交代で出場、80分に決めたヘディングシュートが1部での初得点となった。2005年はCONCACAFチャンピオンズカップやコパ・リベルタドーレスといった大陸選手権大会に出場する機会を与えられたが、国内リーグ戦は途中出場することも少なくなかった。先発メンバーに定着したのはサントスに移籍してからのことである。2008年はクリスティアン・ベニテスやマティアス・ブオソとのレギュラー争いが激しくベンチを温め続けたが、ハグアレスへレンタルに出されることで再び出場機会を得た。2011年にライバルのクリスティアン・ベニテスがクラブ・アメリカへ移籍。以降はセンターフォワードとして固定起用され、ゴールを量産し続けている。
2014年5月13日、クラブ・アメリカへの移籍がクラブの公式ホームページ上で発表された。
2019年、CDグアダラハラに復帰。
2022年1月12日、現役引退を表明した。

### 代表
2005年3月9日のアルゼンチン戦で初出場を果たした。その後もリカルド・ラ・ボルペ監督から招集を受け、2006 FIFAワールドカップの予備登録メンバーに選ばれたが、最終メンバーに残ることは出来なかった。2011年8月11日のアメリカ戦でアンドレス・グアルダードのクロスに合わせて初得点を挙げた。同年のパンアメリカン大会には全試合出場し、コスタリカ戦のハットトリックを含む6得点を挙げ得点王に輝いた。ロンドンオリンピックに出場するU-23メキシコ代表にオーバーエイジ枠として選ばれ、決勝で2得点を挙げるなど活躍。チームの優勝に貢献した。メキシコは2014 FIFAワールドカップ・北中米カリブ海予選で4位となり、ニュージーランドとの大陸間プレーオフに臨んだ。この2試合でペラルタはアウェイでのハットトリックを含む5得点を叩き出し、ブラジル本大会出場の原動力となった。

## 個人成績

### クラブでの出場記録
| 所属クラブ       | シーズン | リーグ | リーグ | カップ1 | カップ1 | 国際大会2 | 国際大会2 | Total | Total  |
| 所属クラブ       | シーズン | 出場   | ゴール | 出場    | ゴール  | 出場      | ゴール    | 出場  | ゴール |
| ---------------- | -------- | ------ | ------ | ------- | ------- | --------- | --------- | ----- | ------ |
| モレリア         | 2003     | 2      | 0      | 0       | 0       | 0         | 0         | 2     | 0      |
| モレリア         | Total    | 2      | 0      | 0       | 0       | 0         | 0         | 2     | 0      |
| レオン           | 2003–04  | 33     | 10     | 0       | 0       | 0         | 0         | 33    | 10     |
| レオン           | Total    | 33     | 10     | 0       | 0       | 0         | 0         | 33    | 10     |
| モンテレイ       | 2004–05  | 40     | 9      | 0       | 0       | 3         | 0         | 43    | 9      |
| モンテレイ       | 2005–06  | 24     | 2      | 0       | 0       | 0         | 0         | 24    | 2      |
| モンテレイ       | Total    | 64     | 11     | 0       | 0       | 3         | 0         | 67    | 11     |
| グアダラハラ     | 2005     | 0      | 0      | 0       | 0       | 4         | 0         | 4     | 0      |
| グアダラハラ     | Total    | 0      | 0      | 0       | 0       | 4         | 0         | 4     | 0      |
| サントス・ラグナ | 2006–07  | 35     | 4      | 0       | 0       | 0         | 0         | 35    | 4      |
| サントス・ラグナ | 2007–08  | 29     | 4      | 0       | 0       | 0         | 0         | 29    | 4      |
| サントス・ラグナ | 2008     | 10     | 0      | 0       | 0       | 6         | 2         | 16    | 2      |
| サントス・ラグナ | Total    | 74     | 8      | 0       | 0       | 6         | 2         | 80    | 10     |
| ハグアレス       | 2009     | 35     | 12     | 0       | 0       | 0         | 0         | 35    | 12     |
| ハグアレス       | Total    | 35     | 12     | 0       | 0       | 0         | 0         | 35    | 12     |
| サントス・ラグナ | 2010     | 22     | 9      | 1       | 0       | 0         | 0         | 23    | 9      |
| サントス・ラグナ | 2010-11  | 31     | 5      | 0       | 0       | 9         | 3         | 40    | 8      |
| サントス・ラグナ | 2011–12  | 40     | 28     | 0       | 0       | 8         | 7         | 48    | 35     |
| サントス・ラグナ | 2012–13  | 23     | 13     | 0       | 0       | 8         | 0         | 31    | 13     |
| サントス・ラグナ | 2013–14  | 35     | 19     | 2       | 0       | 7         | 3         | 44    | 22     |
| サントス・ラグナ | Total    | 151    | 74     | 3       | 0       | 32        | 13        | 186   | 87     |

1 コパ・メヒコ、インテルリーガ
2 CONCACAFチャンピオンズリーグ、コパ・リベルタドーレス

## 代表歴

### 出場大会
- メキシコ代表
  - 2014 FIFAワールドカップ
  - 2018 FIFAワールドカップ

### 試合数
- 国際Aマッチ 68試合 26得点（2005年-2018年）[8]

| メキシコ代表 | 国際Aマッチ | 国際Aマッチ |
| 年           | 出場        | 得点        |
| ------------ | ----------- | ----------- |
| 2005         | 2           | 0           |
| 2011         | 6           | 1           |
| 2012         | 6           | 3           |
| 2013         | 10          | 11          |
| 2014         | 13          | 2           |
| 2015         | 10          | 5           |
| 2016         | 6           | 2           |
| 2017         | 10          | 2           |
| 2018         | 5           | 0           |
| 通算         | 68          | 26          |

### 得点
| 開催日 | 開催地         | 対戦国                                                           | スコア           | 結果 | 大会 |                                                      |
| ------ | -------------- | ---------------------------------------------------------------- | ---------------- | ---- | ---- | ---------------------------------------------------- |
| 1      | 2011年8月10日  | リンカーン・フィナンシャル・フィールド、フィラデルフィア         | アメリカ合衆国   | 1–1  | 1–1  | 親善試合                                             |
| 2      | 2012年1月25日  | リライアント・スタジアム、ヒューストン                           | ベネズエラ       | 3–1  | 3–1  | 親善試合                                             |
| 3      | 2012年10月12日 | BBVAコンパス・スタジアム、ヒューストン                           | ガイアナ         | 2–0  | 5–0  | 2014 FIFAワールドカップ・北中米カリブ海予選          |
| 4      | 2012年10月16日 | エスタディオ・コロナ、トレオン                                   | エルサルバドル   | 1–0  | 2–0  | 2014 FIFAワールドカップ・北中米カリブ海予選          |
| 5      | 2013年8月14日  | メットライフ・スタジアム、イーストラザフォード                   | コートジボワール | 2–0  | 4–1  | 親善試合                                             |
| 6      | 2013年8月14日  | メットライフ・スタジアム、イーストラザフォード                   | コートジボワール | 3–0  | 4–1  | 親善試合                                             |
| 7      | 2013年9月6日   | エスタディオ・アステカ、メキシコシティ                           | ホンジュラス     | 1–0  | 1–2  | 2014 FIFAワールドカップ・北中米カリブ海予選          |
| 8      | 2013年10月11日 | エスタディオ・アステカ、メキシコシティ                           | パナマ           | 1–0  | 2–1  | 2014 FIFAワールドカップ・北中米カリブ海予選          |
| 9      | 2013年10月15日 | エスタディオ・ナシオナル・デ・コスタリカ、サンホセ               | コスタリカ       | 1–1  | 1–2  | 2014 FIFAワールドカップ・北中米カリブ海予選          |
| 10     | 2013年10月30日 | クアルコム・スタジアム、サンディエゴ                             | フィンランド     | 3–1  | 4–2  | 親善試合                                             |
| 11     | 2013年11月13日 | エスタディオ・アステカ、メキシコシティ                           | ニュージーランド | 3–0  | 5–1  | 2014 FIFAワールドカップ・大陸間プレーオフ            |
| 12     | 2013年11月13日 | エスタディオ・アステカ、メキシコシティ                           | ニュージーランド | 4–0  | 5–1  | 2014 FIFAワールドカップ・大陸間プレーオフ            |
| 13     | 2013年11月20日 | ウエストパック・スタジアム、ウェリントン                         | ニュージーランド | 1–0  | 4–2  | 2014 FIFAワールドカップ・大陸間プレーオフ            |
| 14     | 2013年11月20日 | ウエストパック・スタジアム、ウェリントン                         | ニュージーランド | 2–0  | 4–2  | 2014 FIFAワールドカップ・大陸間プレーオフ            |
| 15     | 2013年11月20日 | ウエストパック・スタジアム、ウェリントン                         | ニュージーランド | 3–0  | 4–2  | 2014 FIFAワールドカップ・大陸間プレーオフ            |
| 16     | 2014年1月29日  | アラモドーム、サンアントニオ                                     | 韓国             | 1–0  | 4–0  | 親善試合                                             |
| 17     | 2014年6月13日  | アレーナ・ダス・ドゥーナス、ナタール                             | カメルーン       | 1–0  | 1–0  | 2014 FIFAワールドカップ                              |
| 18     | 2015年7月9日   | ソルジャー・フィールド、シカゴ                                   | キューバ         | 1–0  | 6–0  | 2015 CONCACAFゴールドカップ                          |
| 19     | 2015年7月9日   | ソルジャー・フィールド、シカゴ                                   | キューバ         | 3–0  | 6–0  | 2015 CONCACAFゴールドカップ                          |
| 20     | 2015年7月9日   | ソルジャー・フィールド、シカゴ                                   | キューバ         | 5–0  | 6–0  | 2015 CONCACAFゴールドカップ                          |
| 21     | 2015年7月26日  | リンカーン・フィナンシャル・フィールド、フィラデルフィア         | ジャマイカ       | 3–0  | 3–1  | 2015 CONCACAFゴールドカップ決勝                      |
| 22     | 2015年10月10日 | ローズボウル、パサデナ                                           | アメリカ合衆国   | 2–1  | 3–2  | コンフェデレーションズカップ・CONCACAF代表プレーオフ |
| 23     | 2016年6月9日   | ローズボウル、パサデナ                                           | ジャマイカ       | 2–0  | 2–0  | コパ・アメリカ・センテナリオ                         |
| 24     | 2016年10月11日 | トヨタパーク、ブリッジヴュー                                     | パナマ           | 1–0  | 1–0  | 親善試合                                             |
| 25     | 2017年6月21日  | オリンピックスタジアム、ソチ                                     | ニュージーランド | 2–1  | 2–1  | FIFAコンフェデレーションズカップ2017                 |
| 26     | 2017年10月10日 | エスタディオ・オリンピコ・メトロポリターノ、サン・ペドロ・スーラ | ホンジュラス     | 1–0  | 2–3  | 2018 FIFAワールドカップ・北中米カリブ海予選          |

## タイトル

### クラブ
クルブ・レオン
- プリメーラ・ディビシオンA : 2004クラウスーラ

サントス・ラグナ
- プリメーラ・ディビシオン : 2008クラウスーラ, 2012クラウスーラ

クラブ・アメリカ
- リーガMX : 2014アペルトゥーラ, 2018アペルトゥーラ
- コパ・メヒコ : 2019
- CONCACAFチャンピオンズリーグ : 2014-15, 2015-16

### U-23メキシコ代表
- パンアメリカン競技大会 : 金メダル: 2011
- 夏季オリンピック : 金メダル: 2012

### メキシコ代表
- CONCACAFゴールドカップ : 2015
- CONCACAFカップ : 2015

### 個人
- CONCACAF年間最優秀選手 : 2013
- パンアメリカン競技大会得点王 : 2011
- CONCACAFチャンピオンズリーグ得点王 : 2012, 2015
- CONCACAFチャンピオンズリーグ最優秀選手 : 2012
- プリメーラ・ディビシオン最優秀選手 : 2012クラウスーラ
- プリメーラ・ディビシオン最優秀フォワード : 2011アペルトゥーラ, 2012クラウスーラ